# آل مظفر

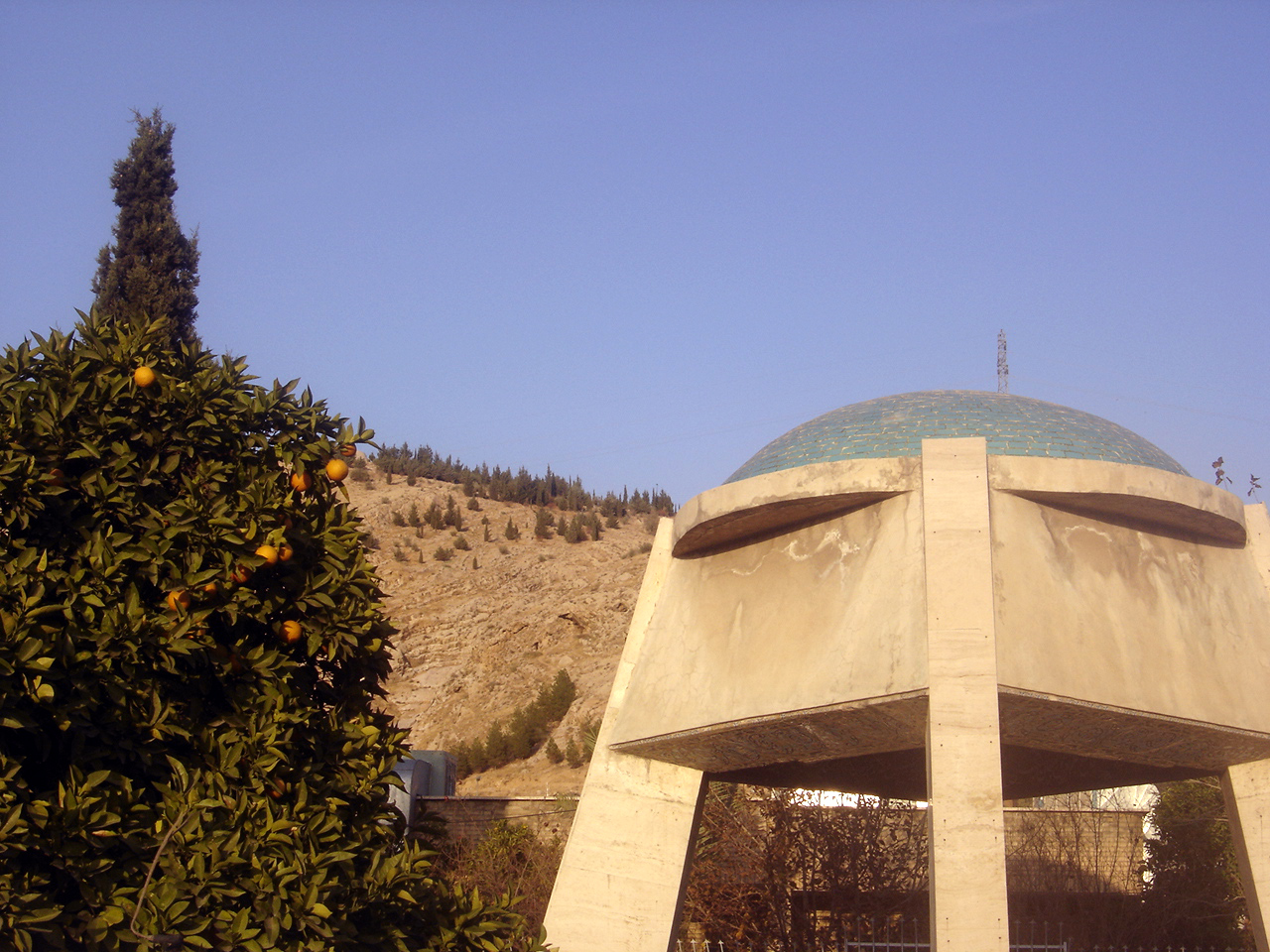
مقبره شاه شجاع مظفری در شیراز

آل مظفر یا مظفریان سلسله‌ای از پادشاهان ایرانی که در سده هشتم هجری، در فاصله میان حملهٔ مغول تا یورش تیمور، عمدتاً در جنوب ایران، بر یزد و کرمان، فارس، اصفهان و خوزستان فرمانروا بودند و مرکز حکومت آنان در ابتدا میبد و یزد و سپس شیراز بود. مظفریان مدتی هم بر سراسر ایران بزرگ به جز خراسان حکومت کردند.
سرسلسله این دودمان، امیر مبارزالدین محمد بن شرف‌الدین مظفر (؟ –۷۶۵)، مشهور به امیر مبارزالدّین محمد میبدی بود. اجداد او از اهالی سلامه، از توابع ولایت خواف بودند. پدر او، شرف‌الدین مظفر بن منصور میبدی، نزد پادشاهان مغول به مراتب بالایی رسید. پس از مرگ پدر، امیر مبارزالدین محمد مورد توجه سلطان ابوسعید (واپسین ایلخان مغول حاکم بر ایران) قرار گرفت و منصب پدر را به انضمام فرمانروایی یزد به دست آورد.
پس از سلطان ابوسعید و با پایان فرمانروایی ایلخانان مغول، امیر مبارزالدین به فکر استقلال و کشورگشایی افتاد. او در سال ۷۴۱ کرمان و در ۷۵۴ شیراز را به متصرفات خود افزود و ابواسحاق اینجو، فرمانروای شیراز، را کشت. یکی از غزلهای مشهور حافظ در سوگ ابو اسحاق سروده شده‌ است.
مبارزالدین به دلیل تندروی‌هایی که می‌کرد، سرانجام در قلعهٔ طبرک، به دست پسران خود، شاه شجاع مظفری و شاه محمود و خواهرزاده و دامادش، شاه سلطان، اسیر و کور گردید و در سال ۷۶۵ از دنیا رفت. پس از او فرزندش شاه شجاع، که برخلاف پدرش تعصب مذهبی زیادی نداشت، به پادشاهی رسید.

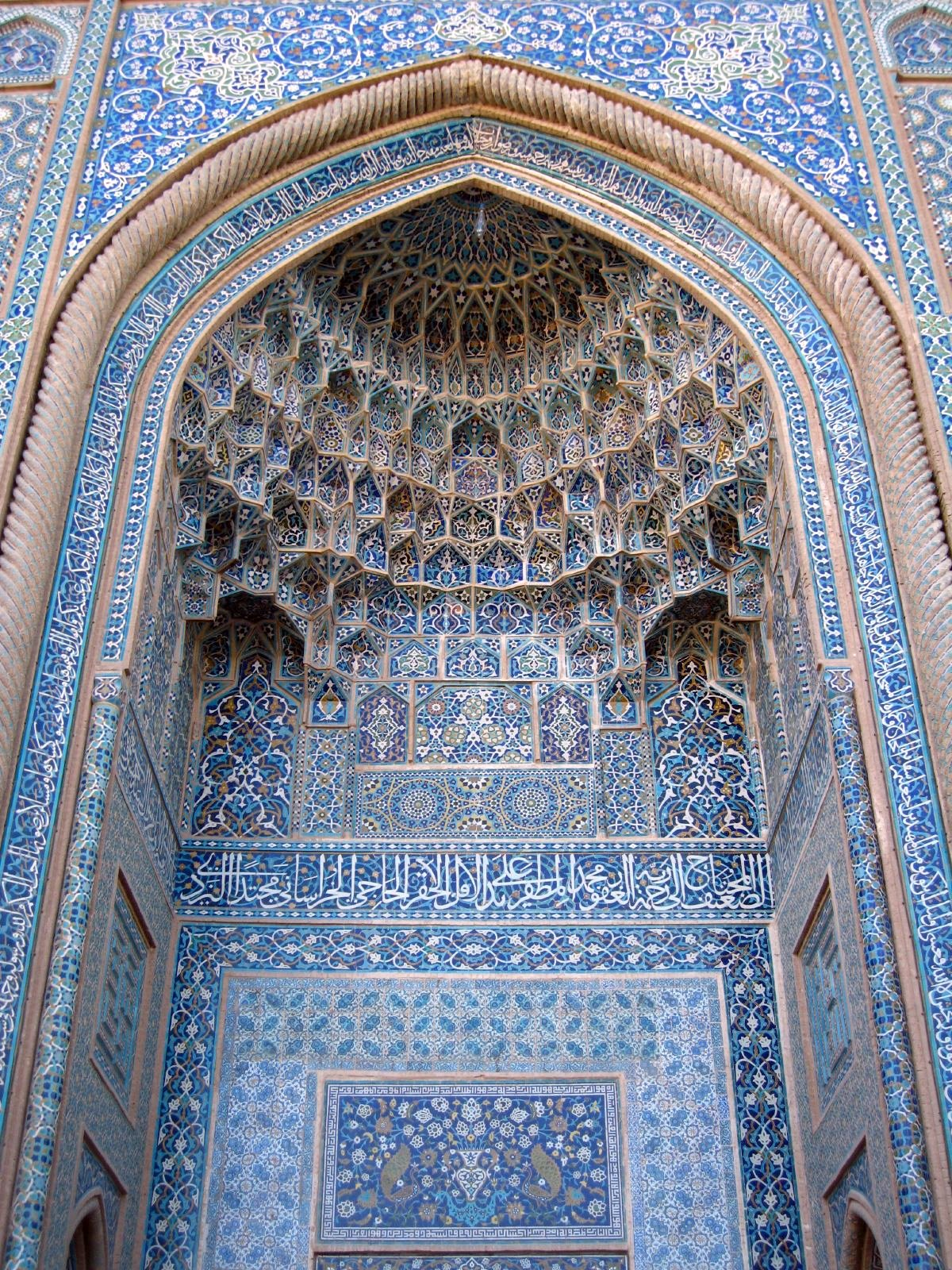
مسجد جامع مظفری، از بناهای روزگار امیر مبارزالدین محمد

## تبارنامه
|                               |                               |                               |                               |                               |                               |  |  |                      |                      |                      |                      |                      |                      |                      |                      |                      |                      | غیاث الدین حاجی |      |                |                |                |                |                |                |                |                |                      |                      |                      |                      |                      |                      |  |  |                              |                              |                              |                              |                              |                              |  |  |  |  |  |  |  |  |  |  |  |  |  |  |  |  |  |  |  |  |  |  |  |  |  |  |  |  |  |  |
|                               |                               |                               |                               |                               |                               |  |  |                      |                      |                      |                      |                      |                      |                      |                      |                      |                      |                 |      |                |                |                |                |                |                |                |                |                      |                      |                      |                      |                      |                      |  |  |                              |                              |                              |                              |                              |                              |  |  |  |  |  |  |  |  |  |  |  |  |  |  |  |  |  |  |  |  |  |  |  |  |  |  |  |  |  |  |
|                               |                               |                               |                               |                               |                               |  |  |                      |                      |                      |                      |                      |                      |                      |                      |                      |                      |                 |      |                |                |                |                |                |                |                |                |                      |                      |                      |                      |                      |                      |  |  |                              |                              |                              |                              |                              |                              |  |  |  |  |  |  |  |  |  |  |  |  |  |  |  |  |  |  |  |  |  |  |  |  |  |  |  |  |  |  |
|                               |                               |                               |                               |                               |                               |  |  | ابوبکر               | ابوبکر               | ابوبکر               | ابوبکر               | ابوبکر               | ابوبکر               |                      |                      |                      |                      | محمد            | محمد | محمد           | محمد           | محمد           | محمد           |                |                |                |                | منصور                | منصور                | منصور                | منصور                | منصور                | منصور                |  |  |                              |                              |                              |                              |                              |                              |  |  |  |  |  |  |  |  |  |  |  |  |  |  |  |  |  |  |  |  |  |  |  |  |  |  |  |  |  |  |
|                               |                               |                               |                               |                               |                               |  |  | ابوبکر               | ابوبکر               | ابوبکر               | ابوبکر               | ابوبکر               | ابوبکر               |                      |                      |                      |                      | محمد            | محمد | محمد           | محمد           | محمد           | محمد           |                |                |                |                | منصور                | منصور                | منصور                | منصور                | منصور                | منصور                |  |  |                              |                              |                              |                              |                              |                              |  |  |  |  |  |  |  |  |  |  |  |  |  |  |  |  |  |  |  |  |  |  |  |  |  |  |  |  |  |  |
|                               |                               |                               |                               |                               |                               |  |  |                      |                      |                      |                      |                      |                      |                      |                      |                      |                      |                 |      |                |                |                |                |                |                |                |                |                      |                      |                      |                      |                      |                      |  |  |                              |                              |                              |                              |                              |                              |  |  |  |  |  |  |  |  |  |  |  |  |  |  |  |  |  |  |  |  |  |  |  |  |  |  |  |  |  |  |
|                               |                               |                               |                               |                               |                               |  |  | شرف‌الدین مظفر میبدی  | شرف‌الدین مظفر میبدی  | شرف‌الدین مظفر میبدی  | شرف‌الدین مظفر میبدی  | شرف‌الدین مظفر میبدی  | شرف‌الدین مظفر میبدی  |                      |                      |                      |                      |                 |      |                |                |                |                |                |                |                |                | زین الدین علی        | زین الدین علی        | زین الدین علی        | زین الدین علی        | زین الدین علی        | زین الدین علی        |  |  | مبارزالدین محمد              | مبارزالدین محمد              | مبارزالدین محمد              | مبارزالدین محمد              | مبارزالدین محمد              | مبارزالدین محمد              |  |  |  |  |  |  |  |  |  |  |  |  |  |  |  |  |  |  |  |  |  |  |  |  |  |  |  |  |  |  |
|                               |                               |                               |                               |                               |                               |  |  | شرف‌الدین مظفر میبدی  | شرف‌الدین مظفر میبدی  | شرف‌الدین مظفر میبدی  | شرف‌الدین مظفر میبدی  | شرف‌الدین مظفر میبدی  | شرف‌الدین مظفر میبدی  |                      |                      |                      |                      |                 |      |                |                |                |                |                |                |                |                | زین الدین علی        | زین الدین علی        | زین الدین علی        | زین الدین علی        | زین الدین علی        | زین الدین علی        |  |  | مبارزالدین محمد              | مبارزالدین محمد              | مبارزالدین محمد              | مبارزالدین محمد              | مبارزالدین محمد              | مبارزالدین محمد              |  |  |  |  |  |  |  |  |  |  |  |  |  |  |  |  |  |  |  |  |  |  |  |  |  |  |  |  |  |  |
|                               |                               |                               |                               |                               |                               |  |  |                      |                      |                      |                      |                      |                      |                      |                      |                      |                      |                 |      |                |                |                |                |                |                |                |                |                      |                      |                      |                      |                      |                      |  |  |                              |                              |                              |                              |                              |                              |  |  |  |  |  |  |  |  |  |  |  |  |  |  |  |  |  |  |  |  |  |  |  |  |  |  |  |  |  |  |
|                               |                               |                               |                               |                               |                               |  |  | امیر مبارزالدین محمد | امیر مبارزالدین محمد | امیر مبارزالدین محمد | امیر مبارزالدین محمد | امیر مبارزالدین محمد | امیر مبارزالدین محمد |                      |                      |                      |                      |                 |      |                |                |                |                |                |                |                |                | دختر بدون نام        | دختر بدون نام        | دختر بدون نام        | دختر بدون نام        | دختر بدون نام        | دختر بدون نام        |  |  | آبش خاتون                    | آبش خاتون                    | آبش خاتون                    | آبش خاتون                    | آبش خاتون                    | آبش خاتون                    |  |  |  |  |  |  |  |  |  |  |  |  |  |  |  |  |  |  |  |  |  |  |  |  |  |  |  |  |  |  |
|                               |                               |                               |                               |                               |                               |  |  | امیر مبارزالدین محمد | امیر مبارزالدین محمد | امیر مبارزالدین محمد | امیر مبارزالدین محمد | امیر مبارزالدین محمد | امیر مبارزالدین محمد |                      |                      |                      |                      |                 |      |                |                |                |                |                |                |                |                | دختر بدون نام        | دختر بدون نام        | دختر بدون نام        | دختر بدون نام        | دختر بدون نام        | دختر بدون نام        |  |  | آبش خاتون                    | آبش خاتون                    | آبش خاتون                    | آبش خاتون                    | آبش خاتون                    | آبش خاتون                    |  |  |  |  |  |  |  |  |  |  |  |  |  |  |  |  |  |  |  |  |  |  |  |  |  |  |  |  |  |  |
|                               |                               |                               |                               |                               |                               |  |  |                      |                      |                      |                      |                      |                      |                      |                      |                      |                      |                 |      |                |                |                |                |                |                |                |                | شاه سلطان            |                      |                      |                      |                      |                      |  |  |                              |                              |                              |                              |                              |                              |  |  |  |  |  |  |  |  |  |  |  |  |  |  |  |  |  |  |  |  |  |  |  |  |  |  |  |  |  |  |
|                               |                               |                               |                               |                               |                               |  |  |                      |                      |                      |                      |                      |                      |                      |                      |                      |                      |                 |      |                |                |                |                |                |                |                |                |                      |                      |                      |                      |                      |                      |  |  |                              |                              |                              |                              |                              |                              |  |  |  |  |  |  |  |  |  |  |  |  |  |  |  |  |  |  |  |  |  |  |  |  |  |  |  |  |  |  |
|                               |                               |                               |                               |                               |                               |  |  |                      |                      |                      |                      |                      |                      |                      |                      |                      |                      |                 |      |                |                |                |                |                |                |                |                |                      |                      |                      |                      |                      |                      |  |  |                              |                              |                              |                              |                              |                              |  |  |  |  |  |  |  |  |  |  |  |  |  |  |  |  |  |  |  |  |  |  |  |  |  |  |  |  |  |  |
| جلال الدین شاه شجاع           | جلال الدین شاه شجاع           | جلال الدین شاه شجاع           | جلال الدین شاه شجاع           | جلال الدین شاه شجاع           | جلال الدین شاه شجاع           |  |  | قطب الدین شاه محمود  | قطب الدین شاه محمود  | قطب الدین شاه محمود  | قطب الدین شاه محمود  | قطب الدین شاه محمود  | قطب الدین شاه محمود  |                      |                      |                      |                      |                 |      | شرف الدین مظفر | شرف الدین مظفر | شرف الدین مظفر | شرف الدین مظفر | شرف الدین مظفر | شرف الدین مظفر |                |                | عمادالدین احمد       | عمادالدین احمد       | عمادالدین احمد       | عمادالدین احمد       | عمادالدین احمد       | عمادالدین احمد       |  |  | سلطان بایزید                 | سلطان بایزید                 | سلطان بایزید                 | سلطان بایزید                 | سلطان بایزید                 | سلطان بایزید                 |  |  |  |  |  |  |  |  |  |  |  |  |  |  |  |  |  |  |  |  |  |  |  |  |  |  |  |  |  |  |
| جلال الدین شاه شجاع           | جلال الدین شاه شجاع           | جلال الدین شاه شجاع           | جلال الدین شاه شجاع           | جلال الدین شاه شجاع           | جلال الدین شاه شجاع           |  |  | قطب الدین شاه محمود  | قطب الدین شاه محمود  | قطب الدین شاه محمود  | قطب الدین شاه محمود  | قطب الدین شاه محمود  | قطب الدین شاه محمود  |                      |                      |                      |                      |                 |      | شرف الدین مظفر | شرف الدین مظفر | شرف الدین مظفر | شرف الدین مظفر | شرف الدین مظفر | شرف الدین مظفر |                |                | عمادالدین احمد       | عمادالدین احمد       | عمادالدین احمد       | عمادالدین احمد       | عمادالدین احمد       | عمادالدین احمد       |  |  | سلطان بایزید                 | سلطان بایزید                 | سلطان بایزید                 | سلطان بایزید                 | سلطان بایزید                 | سلطان بایزید                 |  |  |  |  |  |  |  |  |  |  |  |  |  |  |  |  |  |  |  |  |  |  |  |  |  |  |  |  |  |  |
|                               |                               |                               |                               |                               |                               |  |  |                      |                      |                      |                      |                      |                      |                      |                      |                      |                      |                 |      |                |                |                |                |                |                |                |                |                      |                      |                      |                      |                      |                      |  |  |                              |                              |                              |                              |                              |                              |  |  |  |  |  |  |  |  |  |  |  |  |  |  |  |  |  |  |  |  |  |  |  |  |  |  |  |  |  |  |
|                               |                               |                               |                               |                               |                               |  |  |                      |                      |                      |                      | نصرةالدین شاه یحیی   | نصرةالدین شاه یحیی   | نصرةالدین شاه یحیی   | نصرةالدین شاه یحیی   | نصرةالدین شاه یحیی   | نصرةالدین شاه یحیی   |                 |      |                |                |                |                |                |                |                |                | شجاع الدین شاه منصور | شجاع الدین شاه منصور | شجاع الدین شاه منصور | شجاع الدین شاه منصور | شجاع الدین شاه منصور | شجاع الدین شاه منصور |  |  |                              |                              |                              |                              |                              |                              |  |  |  |  |  |  |  |  |  |  |  |  |  |  |  |  |  |  |  |  |  |  |  |  |  |  |  |  |  |  |
|                               |                               |                               |                               |                               |                               |  |  |                      |                      |                      |                      | نصرةالدین شاه یحیی   | نصرةالدین شاه یحیی   | نصرةالدین شاه یحیی   | نصرةالدین شاه یحیی   | نصرةالدین شاه یحیی   | نصرةالدین شاه یحیی   |                 |      |                |                |                |                |                |                |                |                | شجاع الدین شاه منصور | شجاع الدین شاه منصور | شجاع الدین شاه منصور | شجاع الدین شاه منصور | شجاع الدین شاه منصور | شجاع الدین شاه منصور |  |  |                              |                              |                              |                              |                              |                              |  |  |  |  |  |  |  |  |  |  |  |  |  |  |  |  |  |  |  |  |  |  |  |  |  |  |  |  |  |  |
|                               |                               |                               |                               |                               |                               |  |  |                      |                      |                      |                      |                      |                      |                      |                      |                      |                      |                 |      |                |                |                |                |                |                |                |                |                      |                      |                      |                      |                      |                      |  |  |                              |                              |                              |                              |                              |                              |  |  |  |  |  |  |  |  |  |  |  |  |  |  |  |  |  |  |  |  |  |  |  |  |  |  |  |  |  |  |
| مجاهدالدین سلطان زین العابدین | مجاهدالدین سلطان زین العابدین | مجاهدالدین سلطان زین العابدین | مجاهدالدین سلطان زین العابدین | مجاهدالدین سلطان زین العابدین | مجاهدالدین سلطان زین العابدین |  |  |                      |                      |                      |                      | مظفرالدین سلطان شبلی | مظفرالدین سلطان شبلی | مظفرالدین سلطان شبلی | مظفرالدین سلطان شبلی | مظفرالدین سلطان شبلی | مظفرالدین سلطان شبلی |                 |      |                |                |                |                | سلطان اویس     | سلطان اویس     | سلطان اویس     | سلطان اویس     | سلطان اویس           | سلطان اویس           |                      |                      |                      |                      |  |  | علاءالدین ابوسعید سلطان مهدی | علاءالدین ابوسعید سلطان مهدی | علاءالدین ابوسعید سلطان مهدی | علاءالدین ابوسعید سلطان مهدی | علاءالدین ابوسعید سلطان مهدی | علاءالدین ابوسعید سلطان مهدی |  |  |  |  |  |  |  |  |  |  |  |  |  |  |  |  |  |  |  |  |  |  |  |  |  |  |  |  |  |  |
| مجاهدالدین سلطان زین العابدین | مجاهدالدین سلطان زین العابدین | مجاهدالدین سلطان زین العابدین | مجاهدالدین سلطان زین العابدین | مجاهدالدین سلطان زین العابدین | مجاهدالدین سلطان زین العابدین |  |  |                      |                      |                      |                      | مظفرالدین سلطان شبلی | مظفرالدین سلطان شبلی | مظفرالدین سلطان شبلی | مظفرالدین سلطان شبلی | مظفرالدین سلطان شبلی | مظفرالدین سلطان شبلی |                 |      |                |                |                |                | سلطان اویس     | سلطان اویس     | سلطان اویس     | سلطان اویس     | سلطان اویس           | سلطان اویس           |                      |                      |                      |                      |  |  | علاءالدین ابوسعید سلطان مهدی | علاءالدین ابوسعید سلطان مهدی | علاءالدین ابوسعید سلطان مهدی | علاءالدین ابوسعید سلطان مهدی | علاءالدین ابوسعید سلطان مهدی | علاءالدین ابوسعید سلطان مهدی |  |  |  |  |  |  |  |  |  |  |  |  |  |  |  |  |  |  |  |  |  |  |  |  |  |  |  |  |  |  |
| سلطان معتصم                   | سلطان معتصم                   | سلطان معتصم                   | سلطان معتصم                   | سلطان معتصم                   | سلطان معتصم                   |  |  |                      |                      |                      |                      |                      |                      |                      |                      |                      |                      |                 |      |                |                |                |                | سلطان ابواسحاق | سلطان ابواسحاق | سلطان ابواسحاق | سلطان ابواسحاق | سلطان ابواسحاق       | سلطان ابواسحاق       |                      |                      |                      |                      |  |  |                              |                              |                              |                              |                              |                              |  |  |  |  |  |  |  |  |  |  |  |  |  |  |  |  |  |  |  |  |  |  |  |  |  |  |  |  |  |  |

## منبع‌شناسی
منابع اصلی تاریخ آل مظفر، منابعی هستند که معاصر زمان مظفریان و به دستور حاکمان آن نگاشته شده‌اند. قدیمی‌ترین منابع این دسته کتاب مواهب الهی نوشته معین الدین محمد معلم یزدی (وفات ۷۸۹ ق/۱۳۸۷ م) است. مؤلف خود در دستگاه آل مظفر می‌زیسته و شاهد تمام رویدادهایی بوده که در کتابش نقل کرده‌است و مطالب بسیار ارزشمند و معتبری به ما دربارهٔ آل مظفر می‌دهد. اما این کتاب از چند جهت مشکلاتی دارد: ۱. کتاب در سال ۷۶۷ اتمام می‌یابد و از این جهت ناقص است، ۲. نثر کتاب بسیار سخت و مصنوع است به‌طوری که خواندن آن دشوار می‌شود. دومین منبع مهم، کتاب تاریخ آل مظفر محمود کتبی است. خاندان کتبی در خدمت شاه شجاع بودند و خود کتبی نیز از مقامات دیوانی آل مظفر بوده و وقایع دوران پایانی آل مظفر را به چشم خود دیده‌است. تاریخ آل مظفر او در حقیقت ساده نویسی و خلاصه کتاب مواهب الهی معلم یزدی است، ولی مشاهده‌های خود را نیز بر آن افزوده و وقایع کتابش را تا تاریخ سقوط آل مظفر ادامه داده‌است. کتاب مهم دیگر، تاریخ عمومی مناهج الطالبین علاء قزوینی است که در سال ۷۷۹ ق/۱۳۷۷ م، مقارن با سلطنت شاه شجاع، نوشته شده‌است و در باب چهارم قسم سوم به روزگار شاه شجاع و جنگ‌هایش با برادر خود، شاه محمود، می‌پردازد. این کتاب از نظر همزمانی مؤلف با دوران شاه شجاع، منبعی مهم شمرده شده و اطلاعات ارزشمندی دربارهٔ این دوره به مخاطب ارائه می‌دهد. منبع دیگر، فتح نامه اصفهان است. دربارهٔ یکی از جنگ‌های شاه شجاع و شاه محمود گزارشی در بیاض تاج الدین وزیر آورده شده‌است که می‌تواند مورد استفاده قرار گیرد.
دیگر دسته از منابع، کتاب‌هایی هستند که در دوره‌های بعدی نوشته شده و در بخشی از کتاب‌های خود به روزگار آل مظفر پرداخته‌اند. قدیمی‌ترین اینها کتاب ظفرنامه نظام الدین شامی است. این کتاب از نظر بررسی روابط تیمور با مطفریان متاخر و سرانجام آل مظفر بسیار ارزشمند است. منبع بعدی تاریخ عمومی منتخب التواریخ معینی، منسوب به معین الدین نظنزی، است که در سال ۸۱۶ ق تألیف شده و در بخش‌هایی از کتابش به آل مظفر پرداخته و از نظر نزدیک بودن به زمان رویدادهایی که نقل می‌کند، کتابی مهم است. دیگر منبع مهم، نوشته‌های حافظ ابرو (وفات ۸۳۴ ق/۱۳۴۱ م) است. وی در ذیل جامع التواریخ رشیدی و جغرافیای حافظ ابرو و زبده التواریخ اطلاعات مفیدی دربارهٔ آل مظفر می‌دهد. پس از این مجمل فصیحی، نوشته فصیح احمد خوافی (وفات ۸۴۹ ق/۱۴۴۵ م)، اثری بسیار ارزشمند است که در آن رخدادها به صورت سالشمار آورده شده‌است. دیگر منابع چون جامع التواریخ حسنی و مطلع سعدین و مجمع بحرین کمال الدین عبدالرزاق سمرقندی و روضه الصفای میرخواند و حبیب السیر خواندمیر نیز مطالبی دربارهٔ آل مظفر در خود دارند، اما مطالب جدیدی نمی‌دهند و عمدتاً رونویسی از نوشته‌های پشینیان هستند.
دیگر دسته از منابع، تاریخ‌های محلی هستند. کتاب تاریخ یزد، نوشته شده توسط جعفر بن محمد بن حسن جعفری به سال ۸۴۵ ق، اثری ارزشمند است و به ما از آثار و ساختمان‌ها و مدرسه‌های دوره مظفریان اطلاعات ارزشمندی می‌دهد. تاریخ جدید یزد، نوشته احمد بن حسین بن علی کاتب، نیز اطلاعاتی از تاریخ یزد در زمان مظفریان و اقدامات آنان در آنجا می‌دهد.
دسته دیگر منابع، آثار تحقیقی جدید هستند که با روش‌های علمی و با تکیه به منابع دست اول انجام شده‌اند. از این آثار تحقیقی می‌توان به تاریخ دو جلدی آل مظفر نوشته حسینقلی ستوده و مقاله آل مظفر دائرة المعارف بزرگ اسلامی و مقاله «به عبرت نظر کن به آل مظفر» در مجله یغما اثر باستانی پاریزی و کتاب تاریخ عصر حافظ نوشته قاسم غنی اشاره کرد.

## پیشینه
اصل و نسب خاندان آل مظفر به یک خیاط از اهالی خواف خراسان، به نام غیاث الدین حاجی، می‌رسید. او در هنگام هجوم مغولان به خراسان، موطن خود را ترک گفته و به سوی یزد رهسپار شده و در قصبه میبد ساکن شدند. مظفریان هیچگاه اصل و نسب خراسانی خود را فراموش نکردند و نسبت به این سرزمین دلبستگی نشان می‌دادند. به‌طور مثال در دوران هرج و مرج پس از مرگ ابوسعید، مبارزالدین محمد به واسطه تمایل به سرزمین مادری خود در خراسان به نام شاهزاده مغول خراسان، طغاتیمور خان، سکه ضرب کرد و ایلخانی او را به رسمیت شناخت. غیاث الدین سه پسر داشت. دو تن از آنها به نام‌های بدرالدین ابوبکر و مبارزالدین محمد به خدمت دستگاه اتابک یزد، علاءالدوله، شتافتند. در هنگام فتح بغداد توسط هلاکو خان، علاءالدوله ابوبکر را به همراه ۳۰۰ تن سپاهی از یزد به یاری هلاکو خان فرستاد. در نهایت ابوبکر در هنگام جنگ ایلخانان و مصریان، توسط اعراب بنی خفاجه کشته شد. محمد نیز تا آخر عمر در خدمت علاءالدوله ماند. اما پسر دیگر غیاث الدین، به نام منصور، در میبد نزد پدر خود ماند.

### شرف الدین مظفر
از منصور سه پسر، به نام‌های مبارزالدین محمد و زین الدین علی و شرف الدین مظفر به جا ماند. مظفر کوچک‌ترین فرزند او بود، اما از میان باقی برادرانش لیاقت و شایستگی‌های بیشتری از خود نشان داد و مورد توجه اتابک یوسف شاه بن علاءالدوله قرار گرفت. اتابک یزد منصب راهداری راه‌های میبد و نوشجان را به مظفر سپرد. مظفر در دوران راهداری خود توانست با موفقیت راه‌های میبد و نوشجان را از راهزنان ایمن نگه دارد.
در همین هنگام اتابک یوسف شاه فرستادگان ایلخان مغول، ارغون خان، را می‌کشد و از بیم خشم خان مغول، به سیستان می‌گریزد. مظفر نیز به همراه یوسف شاه به حرکت افتاد. اما اندکی بعد از هم جدا شدند و مظفر آهنگ کرمان کرد و در سال ۶۸۷ ق به کرمان آمد و به خدمت سلطان جلال الدین بن سیورغتمش قراختایی شتافت. اما اندکی بعد به یزد بازگشت و در آنجا با امیر محمد جوشی، از امرای بلندمرتبه دستگاه ایلخانی، ملاقات کرد. امیر محمد مجذوب هیبت و جذبه و شجاعت مظفر قرار گرفت و او را با خود به دربار ارغون خان برد. امیر محمد نزد ارغون خان از مظفر تعریف بسیار کرد و در نتیجه ارغون مظفر را نواخت و به او منصب یساول (رئیس تشریفات) داد. پس از مرگ ارغون، مظفر در دستگاه مغول ترقی بیشتری کرد.
مظفر در زمان گیخاتو خان، نیز منصب یساولی خود را حفظ کرد. در همین زمان اتابک افراسیاب بن یوسف شاه در لرستان شورش می‌کند. مظفر، که با اتابک افراسیاب سابقه نزدیکی داشت، داوطلب شد تا شورش او را بدون خونریزی حل و فصل کند. گیخاتو این را قبول کرد و در نتیجه مظفر عازم درگاه اتابک افراسیاب شد و توانست او را متقاعد کند تا شورش را خاتمه دهد و او را با خود به دربار گیخاتو ببرد. افراسیاب مورد عفو واقع شد و بدین ترتیب شورش لرستان با میانجیگری مظفر خاتمه یافت. اندکی بعد گیخاتو خلع و کشته می‌شود و پس از درگیری‌هایی، سلطنت بر غازان خان مقرر می‌شود. مظفر به خدمت غازان خان شتافت و مقام امیر هزاره (فرمانده دسته هزار نفری) را از وی گرفت. پس از مرگ غازان و سلطنت اولجایتو (سلطان محمد خدابنده)، مظفر به حکومت میبد می‌رسد و منصب راهداری راه‌های اردستان تا کرمانشاه، و نیز راه ابرقو و هرات و مرو، به او تفویض می‌شود.
او بیشتر اوقات در نزد اولجایتو بود و اولجایتو نیز به وفاداری و شجاعت او اعتماد زیادی داشت، به‌طوری که در هنگام لشکرکشی به گیلان او را با خود همراه برد. این اعتماد زیاد سلطان به مظفر و مقام بالای او باعث رنجش عده زیادی از بزرگان دربار، از جمله خواجه رشیدالدین فضل‌الله وزیر، گردید. مظفر پس از چندی در ۷۰۷ ق / ۱۳۰۷ م اجازه بازگشت به یزد را یافت ولی به سبب اختلافاتی که با مقامات آنجا پیدا کرد، به همراه پسرش محمد، به شیراز آمد و سپس، چون اولجایتو آهنگ بغداد کرد، به اردوی او آمد (۷۱۱ ق / ۱۳۱۱ م) و در یورت خانقین در نزدیکی بغداد به خدمت وی رسید و گرامی داشته شد. پس از چندی اجازهٔ بازگشت خواست و به میبد آمد.
پس از بازگشت به میبد، مأموریت یافت تا شورش قبایلی از اعراب در شبانکاره را سرکوب کند. او نیز عازم شبانکاره شد و پس از جنگی سخت شورشیان را مطیع کرد و گزارش مأموریت خود را به دربار ایلخان فرستاد. اما در همان‌جا بیمار شد و پس از ۳ ماه شدت بیماری او کاهش یافت. اما گروهی از دشمنان به او سموقنیا خوراندند، و وی در ۱۳ ذیقعدهٔ ۷۱۳ ق/یکم مارس ۱۳۱۴ م بر اثر آن درگذشت. جسد او به میبد انتقال داده شد و در مدرسه مظفریه، که خود بنا کرده بود، دفن شد. مظفر در طول عمر پربار خود، خاندان آل مظفر را از خدمتگذاران اتابکان یزد، به یکی از بانفوذترین و قدرتمندترین خاندان‌های ایران مبدل کرد و نام خود را به دودمان خویش داد که نشان دهنده اهمیت او را در بین خاندان آل مظفر داشت.

### آغاز حکومت امیر محمد مظفر
از مظفر یک پسر و دو دختر باقی ماند. پسر او مبارزالدین محمد حکم جانشینش را داشت و پس از مرگ مظفر، در سن سیزده سالگی جانشین او گردید. اما در همین هنگام عده ای از مردم، که املاکشان به تصرف مظفر درآمده بود و تا آن زمان قدرت بازپس‌گیری آنان را نداشتند، برای استرداد املاکشان به خواجه رشید الدین فضل‌الله، که با مظفر نیز دشمنی می‌داشت، متوسل شدند و خواجه نیز املاک مظفر را مصادره و دیوانی کرد. آبش خاتون، خواهر بزرگتر مبارزالدین محمد، در ابتدا سعی کرد مقاومت نماید ولی نهایتاً محمد سیزده ساله با خواهر و پسر عمویش، ابوبکر، عازم پایتخت می‌شوند. در میان راه به عده ای از راهزنان برمی‌خورند اما محمدبا کمک خواهر و دیگر زنان کاروان، آن راهزنان را شکست داد و عده ای از آنان را به قتل رسانده و سرهایشان را با خود به دربار اولجایتو می‌برد. محمد به سبب رشادت و دلاوری اش مورد نوازش سلطان قرار گرفت. اولجایتو املاک پدرش را دوباره بازمی‌گرداند و مشاغل یساولی و حکومت میبد و راهداری راه‌های یزد را به او می‌سپارد. محمد چهارسال نزد سلطان به عنوان ملازم می‌ماند. پس از مرگ اولجایتو، او یکسال نیز در دربار جانشینش، ابوسعید بهادرخان، می‌ماند. سپس در سال ۷۰۷ ق به میبد بازمی‌گردد و به حکومت میبد و راهداری راه‌های یزد مشغول می‌شود.
اندکی بعد سید عضدالدین یزدی، رئیس شحنه فارس، سعی کرد از آشفتگی اوضاع کشور، بر اثر مرگ اولجایتو و آغاز سلطنت ابوسعید، استفاده کرده و یزد را متصرف بشود. اما از ورودش به شهر ممانعت به عمل آوردند و وقتی این خبر به سلطان ابوسعید رسید، از سید عضدالدین رنجید و حاکم یزد، اتابک حاجی شاه، و امیر محمد را مأمور کرد تا سید عضدالدین را مجازات کنند. سپاه امیر محمد و سید عضدالدین در صحرای یزد با هم روبرو شدند، اما سید عضدالدین در خود قدرت مقاومت در برابر سپاه امیر محمد را ندید و از میدان جنگ گریخت و به دربار سلطان پناه برد. او کوشش کرد تا امیر محمد را در نزد سلطان مقصر قضیه نشان دهد. اما موفق نشد و خود مقصر شناخته شد. این نخستین پیروزی مهمی بود که آل مظفر به‌دست‌آورد.

### سقوط اتابکان یزد
هنگامی که محمد به حکومت میبد اشتغال داشت، امیر غیاث الدین کیخسرو اینجو برای عقد اتحاد و پیمان دوستی با اتابک حاجی شاه، حاکم وقت یزد، به یزد آمد و سپس برای ملاقات با امیر محمد به میبد رفت. امیر محمد در میبد از او با محبت استقبال کرد و اسب پرآوازه ای را که از او درخواست کرده بود، و برای این به دیدار او شتافته بود، به وی داد.
در زمان اقامت امیر کیخسرو در میبد، حادثه ای رخ داد که باعث ایجاد دشمنی میان اتابکان یزد و آل اینجو شد. اتابک حاجی شاه به نوکر نایب امیر کیخسرو، که پسر زیبایی بود، دلباخته شده بود و در هنگام مستی به نوکرانش دستور داد تا آن غلام را برایش بیاورند. اما این ماجرا به زد و خورد و درگیری انجامید و در طی آن نایب کیخسرو کشته می‌شود. امیر کیخسرو از این ماجرا آگاه شد و قصد انتقام‌گیری از اتابک را کرد و از امیر محمد نیز درخواست همکاری کرد. اما امیر محمد صلاح دید تا ابتدا از ایلخان نظر خواهی کند و در نتیجه ماجرا را به اطلاع سلطان رساند. سلطان پاسخ مثبت داد و به امیر محمد امر کرد تا به همراه امیر کیخسرو اتابک حاجی شاه را مجازات کنند؛ بنابراین جنگی بین دو طرف در بازار یزد انجام می‌شود. در این جنگ اتابک حاجی شاه شکست خورد و همراه با نزدیکانش فرار کرد. با فرار حاجی شاه، دودمان اتابکان یزد نیز در سال ۷۱۸ ق منقرض شد.
در همین سال سلظان ابوسعید، به ترغیب خواجه غیاث الدین محمد پسر خواجه رشیدالدین، حکومت یزد را به امیر محمد مظفر می‌دهد. مورخان این واقعه را نقطه شروع حکومت آل مظفر و حکومت مستقل امیر محمد مظفر می‌دانند.

### حاکم یزد
امیر محمد پس از استقرار در حکومت یزد، به سرکوب راهزنان نکودری همت گماشت. نکودریها به سرداری مردی به نام نوروز پیوسته به یزد و کرمان و روستاهای پیرامون آن می‌تاختند و اموال مردم را به تاراج می‌بردند و راه‌ها را در اختیار می‌گرفتند. امیر محمد در راه مهریجرد بر آنان تاخت و ۱۰۰ تن را کشت و نوروز را به قتل رساند. یکی از بزرگان آنان، به نام گربه، را اسیر نمود و سر نوروز را به گردن او آویخت و او را در قفسی، با سرهای کشته شدگان، به دربار سلطان فرستاد. سلطان ابوسعید در تشکر و ستایش این اقدام امیر محمد، برای او پاداش و خلعت فرستاد. پس از مدتی نکوداریان، به رهبری فردی به نام تومان، به قصد انتقام دوباره به اطراف یزد حمله می‌کنند. امیر محمد باری دیگر مقابل آنان می‌ایستد و آنان را شکست داده تومان را به قتل می‌رساند و سرهای کشته شدگان را به دربار سلطان ابوسعید می‌فرستد.
در ۷۲۹ ق / ۱۳۲۹ م امیر محمد به کرمان رفت و در آنجا قتلغ مخدوم شاه خان، دختر قطب‌الدین شاه قراختایی را به زنی خواست. چون قتلغ مخدوم شاه در این هنگام در شیراز روزگار می‌گذراند، مبارزالدین به آنجا رفت و با وی پیمان زناشویی بست و سپس راهی یزد شد.
او در ۷۳۴ ق / ۱۳۳۳ م همراه فرزند بزرگ خود، شاه مظفر، عازم اردوی سلطان ابوسعید شد. سلطان ابوسعید از آنان استقبال ویژه ای کرد و مقرری سالانه ای، به مقدار صد هزار دینار، برایشان مقرر کرد و به امیر محمد لقب «امیرزاده»، به همراه کلاه و طبل و درفش، بخشید. این احترام ابوسعید و هدایایش به آل مظفر باعث حسادت بسیاری از یزرگان دولت شد. ابوسعید در زمستان همان سال روانهٔ بغداد گشت و امیر محمد نیز به عزم زیارت مرقد علی بن ابی طالب همراه او رفت، و پس از زیارت مرقد آن حضرت در نجف، از سلطان اجازه خواست به یزد برگشت.

## تاریخ سیاسی مظفریان

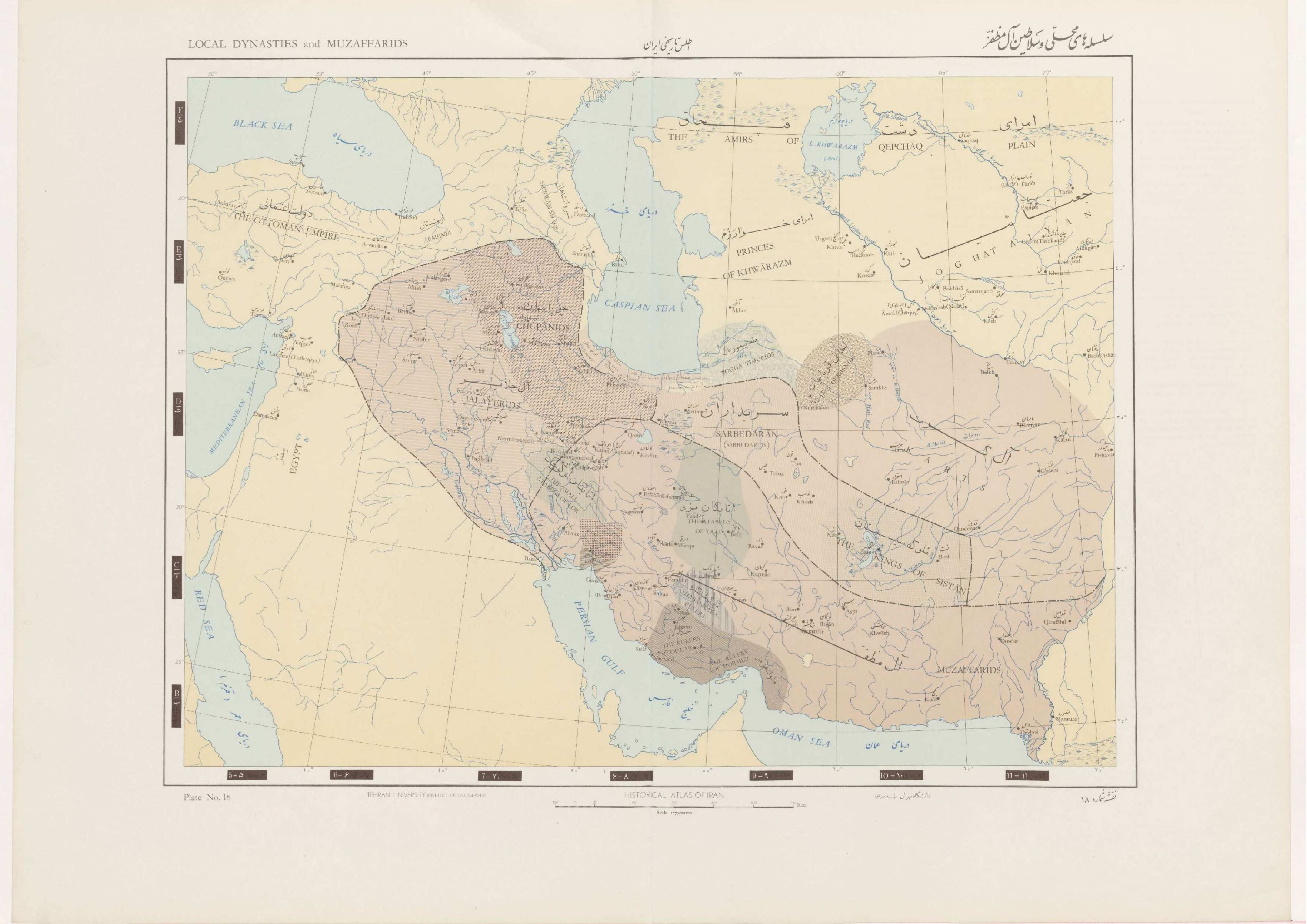
نقشه سلسله‌های محلی و سلاطین آل مظفر از کتاب اطلس تاریخی ایران، نشر دانشگاه تهران

پس از چند قرن تهاجم و اشغال ترکان و مغولان در ایران، سلطنت آل مظفر با ظهور امیر مبارزالدین محمد و استمرار به دست شاه شجاع مظفری، حکومتی ایرانی بود که با وفات شاه شجاع در سال ۷۸۶هجری قمری، اسیر جنگهای جانشینی شد و سپس با یورش تیمور، از میان رفت. مجاهدالدین سلطان زین‌العابدین که وارث شاه شجاع بود و نمی‌خواست گماشتهٔ تیمور باشد، با آغاز تهاجم تیمور به ایران، شیراز را رها کرد و عازم غرب شد. شاه منصور او را در شوشتر از سلطنت عزل کرد و سپاه را به شیراز بازگرداند تا با تیمور مقابله کند، اما تیمور به ماوراءالنهر بازگشته بود. شاه منصور از سال ۷۹۰ تا ۷۹۵ هجری برای یکدست کردن قدرت آل مظفر و جلب همکاری سلاطین ایلکانی، عثمانی و دیگر قدرت‌ها علیه تیمور تلاش کرد و سرانجام در نبردی با تیمور، جان باخت. تیمور پس از این نبرد، شاهزادگان آل مظفر را گردآورد و فرمان داد تا در قمشه آنان را کشتند و حتی اطفالی را که از آل مظفر در شهرها بودند نیز فرستادگان تیمور کشتند. در بیان علت قتل‌عام شاهزادگان آل مظفر، برخی از مورخان نوشته‌اند که چون این شاهزادگان در نبردهای جانشینی، هر شهر و روستایی را عرصهٔ نبردهای خویش ساخته بودند و رعایا از آنان آسیب بسیار می‌دیدند، پس تیمور برای رعایت رعایا، آل مظفر را قتل‌عام کرد. اما از سوی دیگر برخی را عقیده بر آن است که رعایا از خود تیمور آسیب‌های بیش‌تر دیده‌بودند و به همین سبب بود که تا سالها پس از آن نیز به یادگاران سلاطین مظفری مهر بسیار داشتند و سبب حقیقی قتل‌عام این خاندان، تهور و بی‌باکی سلاطین مظفری بود و تیمور که خود دشواری مبارزه با شاه منصور را در نبردها چشیده بود، از تکرار چنین جنگی با آل مظفر می‌هراسید. دیدار تیمور با شاهزادگان مظفری نیز این هراس را تشدید کرد. نقل است که در ضیافتی، شاهزادگان مظفری را سه سه و چهار چهار بر یک قالی نشاندند و سفره انداختند. تیمور که به آنان می‌نگریست، ناگهان پرسید که آیا شما هیچ‌گاه این گونه بر یک قالی نشسته‌اید؟ سلطان ابواسحاق پسر سلطان اویس مظفری و نوه شاه شجاع، پاسخ داد: «اگر ما یک بار بر یک قالی کنار هم می‌نشستیم، ترا کی در ایران، مدخل بود؟!» این سخن، بیم تیمور را بیشتر کرد و در همان مجلس هم حرکات سر و دست شاهزادگان را، اشاراتی برای هماهنگی قتلش تعبیر کرد، پس به سرعت از آن مجلس برخاست و تدبیر قتل‌عام شاهزادگان آل مظفر کرد.

## آخرین بازمانده آل مظفر
پس از مرگ تیمور، سلطان معتصم، پسر سلطان زین العابدین که در خردسالی در واقعه کشتار قمشه، گریزانده شده بود، برخاست و چون از جانب مادر، از خاندان سلاطین ایلکانی بود، با حمایت مردمان و بزرگان عراق و فارس و اصفهان مواجه شد. او مدتی اصفهان را هم فتح کرد، اما به سال ۸۱۲ هجری قمری در نبرد با سپاه تیموری کشته شد.

## فرمانروایان
| #                              | نام             | نام                                      | نام      | نگاره | ولادت وفات                          | حکومت        | حکومت        | توضیح                                                      | توضیح                                                                          |
| #                              | نام دیهیمی      | لقب                                      | نام اصلی | نگاره | ولادت وفات                          | آغاز         | پایان        | خویشاوندی                                                  | یادداشت                                                                        |
| ------------------------------ | --------------- | ---------------------------------------- | -------- | ----- | ----------------------------------- | ------------ | ------------ | ---------------------------------------------------------- | ------------------------------------------------------------------------------ |
| مظفریان، ۷۱۸–۷۹۵ق / ۱۳۱۸–۱۳۹۳م |                 |                                          |          |       |                                     |              |              |                                                            |                                                                                |
| ۱                              | مبارزالدین محمد | مبارزالدین، ابوطالب، امیر، سلطان         | محمد     |       | ۷۰۰–۷۶۵ق / ۱۳۰۱–۱۳۶۴م               | ۷۱۳ق / ۱۳۱۴م | ۷۵۹ق / ۱۳۵۸م | پسر شرف الدین مظفر                                         | بنیان‌گذار دولت                                                                 |
| ۲                              | شاه محمود       | قطب الدین، امیر، سلطان، شاه              |          |       | ۷۳۷–۷۷۶ق / ۱۳۳۶–۱۳۷۴م               | ۷۵۹ق / ۱۳۵۸م | ۷۷۶ق / ۱۳۷۴م | پسر مبارزالدین محمد                                        | تنها در اصفهان حکومت داشت                                                      |
| ۳                              | شاه شجاع        | جلال الدین، ابوالفوارس، سلطان، شاه، امیر |          |       | ۷۳۳–۷۸۷ق / ۱۳۳۳–۱۳۸۴م               | ۷۵۹ق / ۱۳۵۸  | ۷۸۶ق / ۱۳۸۴  | پسر مبارزالدین محمد                                        | از سال ۷۷۶ق / ۱۳۸۴م، اصفهان را هم به قلمروی خودش اضافه کرد                     |
| ۴                              | زین‌العابدین علی | مجاهدالدین، زین‌العابدین، سلطان           | علی      |       | ؟ - ۷۸۹ق /؟ - ۱۳۸۷م                 | ۷۸۶ق / ۱۳۸۴م | ۷۸۹ق / ۱۳۸۷م | پسر شاه شجاع                                               | توسط تیمور برکنار شد                                                           |
| ۵                              | عمادالدین احمد  | عمادالدین، امیر، سلطان                   | احمد     |       | ۷۴۱–۷۹۵ق / ۱۳۴۰–۱۳۹۳م               | ۷۸۶ق / ۱۳۸۴م | ۷۹۵ق / ۱۳۹۳م | پسر مبارزالدین محمد                                        | تنها در کرمان حکومت می‌کرد. در جریان قتل‌عام خاندان مظفریان در سال ۷۹۵، کشته شد. |
| ۶                              | شاه یحیی        | نصرت الدین، شاه، امیر، سلطان             |          |       | ۷۴۴–۷۹۵ق / ۱۳۴۳–۱۳۹۳م               | ۷۸۶ق / ۱۳۸۴م | ۷۹۵ق / ۱۳۹۳م | برادرزاده شاه شجاع (پسر شرف الدین مظفر بن مبارزالدین محمد) | تنها در یزد حکومت می‌کرد. در جریان قتل‌عام خاندان مظفریان در سال ۷۹۵، کشته شد.   |
| ۷                              | شاه منصور       | شجاع الدین، شاه، سلطان، امیر             |          |       | ۷۴۵ یا ۷۴۶–۷۹۵ / ۱۳۴۵ یا ۱۳۴۶–۱۳۹۳م | ۷۹۰ق / ۱۳۸۸م | ۷۹۵ق / ۱۳۹۳م | برادرزاده شاه شجاع (پسر شرف الدین مظفر بن مبارزالدین محمد) | در شیراز و شوشتر مقابل تیمور به مقاومت برخاست اما شکست خورد                    |

## پیامدهای حکومت آل مظفر
تأثیر آل مظفر را می‌توان در ابعاد زیر بررسی کرد:
- احیای وحدت اسلامی
- احیای دولت ایرانی
- فعالیت‌های عام‌المنفعه و غیرانتفاعی

### احیای وحدت اسلامی
پس از آنکه صد سال از نابودی خلافت عباسی در سال ۶۵۶ هجری قمری به دنبال حملهٔ مغول به بغداد گذشته بود، امیر مبارزالدین محمد در سال ۷۵۶ هجری و بعدها جانشینش شاه شجاع، داوطلبانه با یکی از بازماندگان خاندان عباسی به عنوان خلیفهٔ مسلمین بیعت کردند و هر شهر که فتح می‌شد به نام خلیفهٔ مسلمین خطبه می‌خواندند. این واقعه چنان بازتابی در جهان اسلام داشت که علما امیر مبارزالدین محمد را مصداق حدیثی نبوی تشخیص دادند و او را مجدّد رأس مائه (احیاگر اسلام در صدمین سال) خواندند و در این باره کتابهایی تألیف شد.

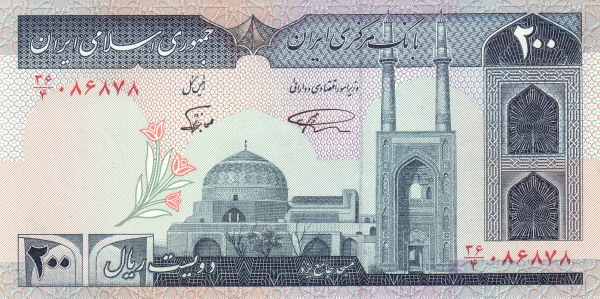
نگارهٔ مسجد جامع یزد بر اسکناس ۲۰۰ ریالی. این مسجد، نمونهٔ عالی مکتب آل مظفر است.

### احیای دولت ایرانی
سلطنت آل مظفر نخستین دولت ایرانی پس از قرنها حکومت ترکان و مغولان بر ایران بود. سلاطین آل مظفر با مقاومت در برابر مغولها، اعتماد به نفس را به ایرانیان بازگرداندند. هنگامی که جانی بیک، پادشاه مغول قبچاق به امیر مبارزالدین محمد نامه نوشت و او را راهدار میبد خطاب کرد. سپس وی را به حضور طلبید تا بدان شغل بازش گرداند، امیر مبارزالدین، تحمل نکرد و با سی هزار سوار به آذربایجان حمله کرد و سپاه مغول را در سال ۷۵۹ هجری در بیرون شهر میانه شکست داد و آنان را تا بدان سوی ارس عقب راند. پس از این پیروزی، رؤیای آن داشت که مغولان را بدان سوی جیحون براند و برای همیشه از ایران بیرون کند، اما مجال نیافت. شاه منصور نیز به تأسی از نیایش امیر مبارزالدین محمد، تنها یک رؤیا داشت: اینکه نگذارد مغولان از رود جیحون بگذرند و وارد ایران شوند.

### فعالیت‌های عام‌المنفعه و غیرانتفاعی
در حوزهٔ فعالیت‌های عام‌المنفعه و غیرانتفاعی، آل مظفر با برقرار کردن حقوق ماهیانه برای اهل دانش و دین و ادب و هنر، دستگیری از تهیدستان و ضعفا، ساختن ابنیهٔ عمومی و حفر کاریزها و وقف کردن موقوفه‌ها برای رفاه رعایا تلاش بسیاری کردند. توجّه آنان به ساخت ابنیهٔ عمومی و عام‌المنفعه بر هنر ایرانی و اسلامی نیز تأثیر گذاشت. یادگار شاخص این سلسله، مسجد جامع کرمان معروف به مسجد جامع مظفری است. مسجد جامع یزد که متعلق به عصر تیموری است، آغاز ساختش در عصر آل مظفر بوده‌است. از آثار مهم زمان آل مظفر در اصفهان بنای صفه عمر و شبستانهای متعدد مسجد جامع و قسمتی از مدرسه باباقاسم، و قسمتی از ساختمان امامزاده اسماعیل مخصوصاً یک زوج درب منبت‌کاری است که نام شاه محمود در روی آن حک شده و موجود است.

رأفت این خاندان را در این نقل قول مشهور از شاه منصور می‌توان یافت که خطاب به کارگزارانش در خصوص رعایت حال رعایا می‌گوید: 
«ما این مردم را وعدهٔ عدل داده‌ایم. چگونه میاومه (پرداختی روزانه) که آبا و اجداد ما داده باشند، ناقص کنیم. فرمود که از آن قدر وجوه ساخته به سویّت قسمت کنند و فرمود که ما دو لشکر داریم: صوری شمایید و معنوی، سادات و علما و مشایخ و محتاجان» 